# アマソナス県 (コロンビア)
アマソナス県（アマソナスけん、スペイン語: Departamento del Amazonas）は、コロンビア南部にある県。県都はレティシアである。

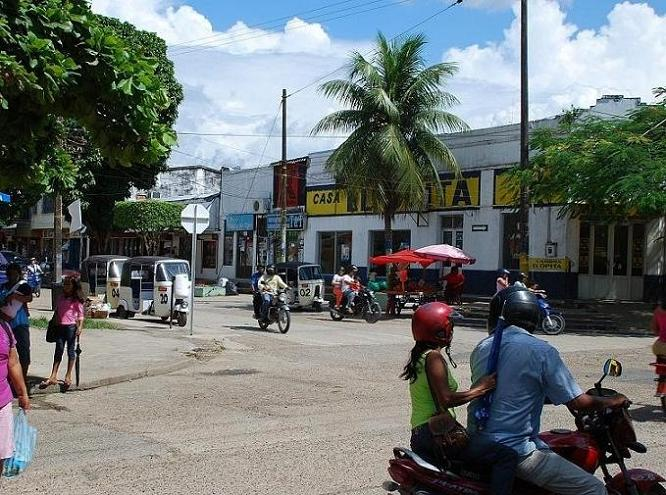

県の大部分がアマゾン熱帯雨林にあたることから命名された。

## 隣接する県
- プトゥマヨ県
- カケタ県
- バウペス県
- アマゾナス州
- ロレート県

## 下位行政区
県は下記の11市からなる（アルファベット順）。
1. エル・エンカント市 (El Encanto)
2. ラ・チョレーラ市 (La Chorrera)
3. ラ・ペドレーラ市 (La Pedrera)
4. ラ・ビクトリア市 (La Victoria)
5. レティシア市 (Leticia) - 県都
6. ミリティ＝ピラーナ市 (Mirití-Paraná)
7. プエルト・アレグリア市 (Puerto Alegría)
8. プエルト・アリカ市 (Puerto Arica)
9. プエルト・ナリーニョ市 (Puerto Nariño)
10. プエルト・サンタンデール市 (Puerto Santander)

県の地図。赤点は各市の市庁所在地を示す。図中の数字は上記リストの番号に対応している

11. タラパカ市 (Tarapacá)